# 坦博里尔
坦博里尔（葡萄牙語：Tamboril）是巴西塞阿拉州的一个市镇。总面积1961.634平方公里，总人口25445人，人口密度13人/平方公里。